# Lijst van ministers van Internationale Relaties in de Franse Gemeenschap
Dit is een lijst van ministers van Internationale Relaties in de Franse Gemeenschapsregering.

## Lijst
| Nr.   | Minister | Minister                       | Partij | Partij      | Begin             | Einde             | Regering(en)        | Bevoegdheid                                                                                |
| ----- | -------- | ------------------------------ | ------ | ----------- | ----------------- | ----------------- | ------------------- | ------------------------------------------------------------------------------------------ |
| 1     |          | Philippe Moureaux (1939-2018)  |        | PS          | 22 december 1981  | 3 december 1985   | Moureaux I          | Internationale Relaties                                                                    |
| 2     |          | Philippe Monfils (1939)        |        | PRL         | 3 december 1985   | 2 februari 1988   | Monfils             | Minister-president                                                                         |
| 3     |          | Jean-Pierre Grafé (1932-2019)  |        | PSC         | 2 februari 1988   | 7 januari 1992    | Moureaux II, Féaux  | Internationale Relaties                                                                    |
| 4     |          | Michel Lebrun (1949)           |        | PSC         | 7 januari 1992    | 21 juni 1995      | Anselme, Onkelinx I | Internationale Relaties                                                                    |
| [ 1 ] |          | Jean-Pierre Grafé (1932-2019)  |        | PSC         | 21 juni 1995      | 11 december 1996  | Onkelinx II         | Internationale Relaties                                                                    |
| 5     |          | William Ancion (1941)          |        | PSC         | 11 december 1996  | 13 juli 1999      | Onkelinx II         | Internationale Relaties                                                                    |
| 6     |          | Hervé Hasquin (1942)           |        | PRL         | 13 juli 1999      | 19 juli 2004      | Hasquin             | Internationale Relaties                                                                    |
| 7     |          | Marie-Dominique Simonet (1959) |        | cdH         | 19 juli 2004      | 16 juli 2009      | Arena, Demotte I    | Internationale Relaties                                                                    |
| 8     |          | Rudy Demotte (1963)            |        | PS          | 16 juli 2009      | 17 september 2019 | Demotte II, III     | Minister-president                                                                         |
| 9     |          | Pierre-Yves Jeholet (1968)     |        | MR          | 17 september 2019 | 16 juli 2024      | Jeholet             | Intra-Belgische relaties, Internationale en Europese relaties en Ontwikkelingssamenwerking |
| 10    |          | Elisabeth Degryse (1980)       |        | Les Engagés | 16 juli 2024      | heden             | Degryse             | Internationale Betrekkingen en Francofonie                                                 |